# Emberiza tristrami
El escribano de Tristram (Emberiza tristrami) es una especie de ave paseriforme de la familia Emberizidae propia del este de Asia.

## Distribución y hábitat
El escribano de Tristram es un pájaro migratorio que cría en el extremo oriental de Rusia y Corea del Norte, y pasa el invierno en el sur de China, el norte de Laos y Vietnam y el este de Birmania. Su hábitat natural de cría son los bosques boreales.